# Llanos de Cuivá
Llanos de Cuivá es un centro poblado colombiano que se encuentra en un diferendo territorial entre los municipios de Santa Rosa de Osos y Angostura en el departamento de Antioquia. Es el segundo centro poblado más poblado del Norte antioqueño, después de Puerto Valdivia. Su principal actividad económica es la ganadería lechera.
La mayor parte del centro poblado Llanos de Cuivá pertenece a Yarumal. Sin embargo, el municipio de Angostura mantiene una silenciosa disputa con Yarumal sobre la parte oriental de esta (ya que considera que el límite municipal corresponde al trazado de la Ruta Nacional 25, lo que dejaría en posesión de este último municipio la parte del pueblo ubicada al este de la vía incluyendo la Iglesia y el parque); Yarumal por su parte alega que el límite municipal es el río Pajarito, lo que dejaría el poblado 100% en su territorio; a pesar de que este alegato ha sido centenario, es socialmente aceptada la pertenencia de toda el centro poblado es de Yarumal; quien en el año 2016 instaló casa de gobierno y en años anteriores una estación de policía. Angostura mantiene por su parte una circunscripción electoral en el centro poblado.

## Historia y geografía
El centro poblado los Llanos de Cuivá, al momento de la conquista estaba poblado por los indígenas del cacique Cuivá, de quienes se sabe muy poco, solo en 1912 se encontró una especie de cementerio indígena con guacas de oro en el sitio que hoy se conoce con el nombre del “Indio”. El nombre del centro poblado se debe entonces a los indígenas que lo habitaron. Estas tierras hicieron parte del globo de realengos denunciados por Don Antonio de la Quintana en mayo de 1781 estas tierras fueron rematadas y en ese acto adquirió con Marcos Bustamante un lote de cinco estancias, mientras Don Plácido Misas y Joaquín Barrientos compraron dos estancias. Durante el siglo XVII hubo explotación aurífera; en el siglo XIX fue destinado a la explotación ganadera. 
Ubicado a 2800 metros sobre el nivel del mar, es la población antioqueña más alta del departamento, con una zona de vida correspondiente al páramo y una temperatura promedio de 12 °C. En las áreas que protege el batallón del ejército nacional, se encuentra ubicado un páramo azonal, donde crecen frailejones.
Esta comunidad es producto de la vocación agroforestal de los suelos de este contexto geográfico, donde tienen su epicentro empresas de envergadura nacional e internacional, entre las cuales podemos mencionar: Setas Colombianas S.A., Tablemac S.A., Silvotecnia S.A. Maderinco, Núcleos de Madera, Agropecuaria La Carolina, Finca La Linda, entre otras empresas y aserríos. Estas empresas ayudan a la implementación de la calidad de vida de la comunidad puesto que las madres de familia están vinculadas al sector productivo. 
Para conocer información a nivel subregional (norte de Antioquia), se cuentan con las emisoras Cerro Azul estéreo de Yarumal y Radio Más de Santa Rosa de Osos, estos dos municipios tienen canales locales pero la parabólica del centro poblado no tiene en su programación los canales de estos dos pueblos, por lo tanto no se conoce mucho de lo que pasa en los alrededores de la comunidad y muchas veces se pierden oportunidades por falta de estar informados. Los llaneros son personas muy gentiles y solidarias; hay algunos que se mantienen informados de lo que va pasando diariamente en la comunidad y en su alrededor y comunican a los demás habitantes del pueblo. La mayoría de los llaneros poseen televisor, radio o equipo de sonido, entonces pueden estar informados de los que pasa a nivel departamental, nacional e internacional por el canal Teleantioquia y los canales nacionales e internacionales.
Otro de los renglones de la economía se refugia en la explotación ganadera, donde se vislumbra falencias en cuanto a la transferencia de tecnología, ya que las explotaciones se dan a cielo abierto, en el sector agrícola es donde también hace falta la presencia de los entes gubernamentales, puesto que hacen falta que motiven la agricultura, con propuestas de nuevas tecnologías, ya que se hace imprescindible cultivar bajo invernadero, producto de las mismas condiciones climatológicas de la zona, ya que durante ciertas épocas del año se presentan heladas que han ocasionado incluso suicidios,  producto de la frustración de ver malogradas sus aspiraciones.

El territorio que el gobierno de Yarumal administra desde la centralidad de Los Llanos de Cuivá, limita al norte con las veredas administradas directamente por la cabecera urbana de Yarumal y las veredas del centro poblado Ochalí, al oriente con el municipio de Angostura, al sur con el municipio de Santa Rosa de Osos y al occidente con el municipio de San Andrés de Cuerquia.